# Elephantomyia (Elephantomyia) tarsalba
Elephantomyia (Elephantomyia) tarsalba is een tweevleugelige uit de familie steltmuggen (Limoniidae). De soort komt voor in het Neotropisch gebied.